# Grădinița, Odesa
Grădinița (în ucraineană Градениці, transliterat: Hradenîți), majoritar românească în trecut, este us sat în raionul Odesa, regiunea Odesa, Ucraina, formată numai din satul de reședință.

## Demografie
Componența lingvistică a comunei Grădinița
     Ucraineană (87,38%)
     Rusă (10,52%)
     Română (1,69%)
     Alte limbi (0,24%)
Conform recensământului din 2001, majoritatea populației comunei Grădinița era vorbitoare de ucraineană (87,38%), existând în minoritate și vorbitori de rusă (10,52%) și română (1,69%).